# Manuel (Patrizierfamilie)

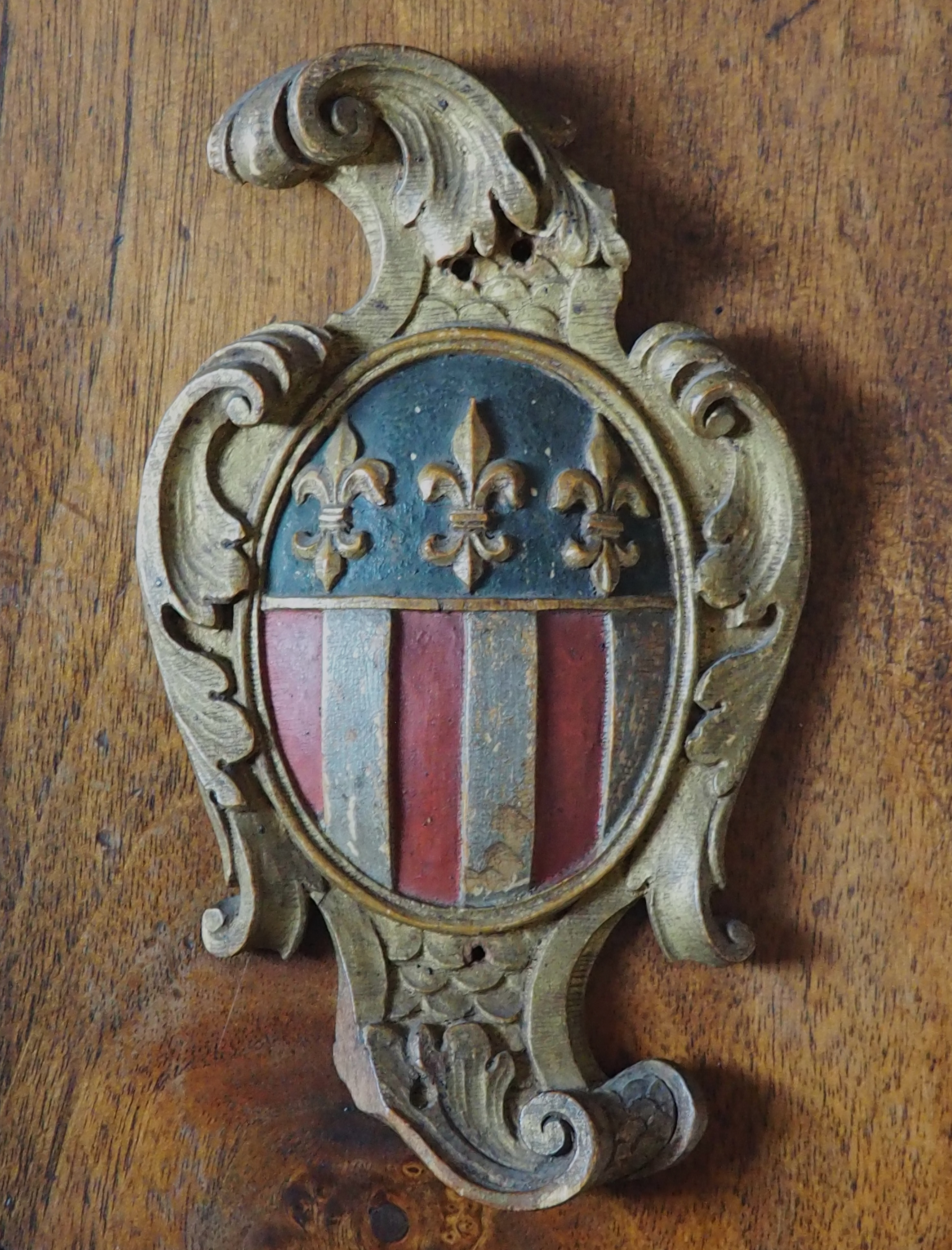
Wappen Manuel (um 1700)

Die Familie Manuel ist eine Berner Patrizierfamilie, die seit 1460 das Burgerrecht der Stadt Bern besitzt. Die Familie gehört der Gesellschaft zu Ober-Gerwern an. Als Stammvater gilt der Maler, Dichter und Staatsmann Niklaus Manuel, der den Familiennamen – dem Namen seines vermutlichen Vaters Emanuel de Allemannis entsprechend – in Niklaus Manuel Deutsch abänderte.

## Personen
- Hans Allemann genannt Apotheker, Tuchhändler, Mitglied des Grossen Rats
- Niklaus Manuel genannt Deutsch († 1530), Maler, Dichter, Mitglied des Grossen Rats, Landvogt zu Erlach, Hauptmann im Kappelerkrieg
- Hieronymus Manuel (1520–1579), Mitglied des Grossen Rats, Landvogt zu Romainmôtier, Mitglied des Kleinen Rats, Landvogt zu Lausanne, Venner, Welschseckelmeister, Mitherr zu Worb
- Hans Rudolf Manuel (1525–1571), Maler, Dichter, Mitglied des Grossen Rats, Landvogt zu Morges
- Niklaus Manuel (II.) (1528–1588), Glaser, Mitglied des Grossen Rats, Landvogt zu Chillon, Landvogt zu Ternier, Landvogt zu Yverdon, Herr zu Cronay
- Albrecht Manuel (1560–1637), Herr zu Cronay, Mitglied des Grossen Rats, Mitglied des Kleinen Rats, Landvogt zu Yverdon, Venner, Schultheiss von Bern
- Hieronymus Manuel (II.) (1573–1620), Mitherr zu Worb, Mitglied des Grossen Rats, Landvogt zu Landshut
- Johann Jakob Manuel (1589–1641), Mitglied des Grossen Rats, Landvogt im Maggiatal, Landvogt zu Lenzburg, konvertierte zum Katholizismus
- Rudolf Manuel (1669–1715), Offizier in französischen Diensten, Mitglied des Grossen Rats, Generalmajor bei Villmergen, Landvogt zu Romainmôtier
- Rudolf Gabriel Manuel (1749–1829), Historiker und Volkswirt